# Università di Linz

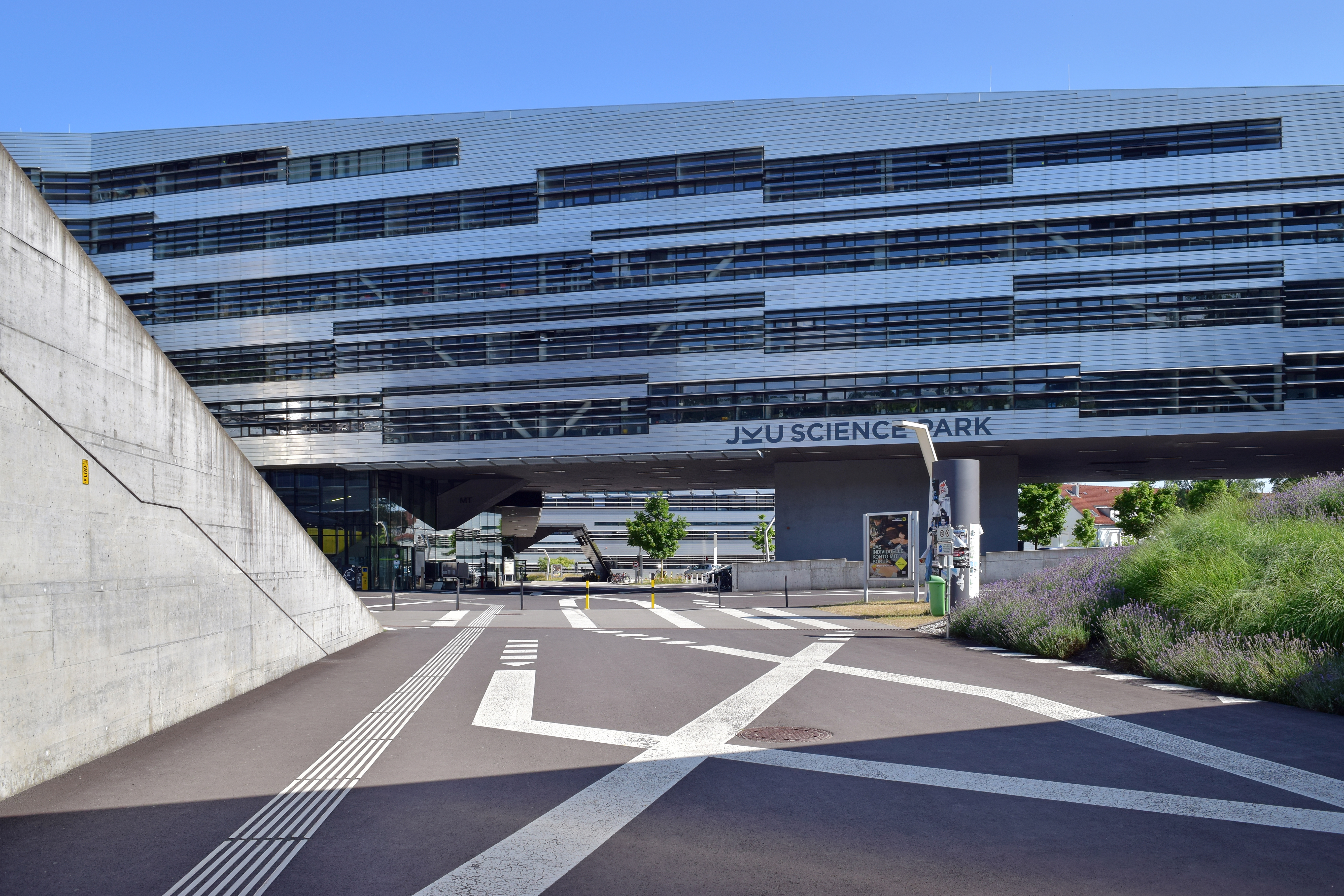
Science Park JKU Linz (2023)

L’Università di Linz (Johannes Kepler Universität Linz, abbreviato: JKU) è una università austriaca fondata nel 1966, con sede a Linz. L'università ha circa 100 corsi di queste facoltà: medicina, scienze sociali ed economiche, diritto, scienze naturali, tecnologia e informatica.

## Storia
L'università è stata fondata l'8 ottobre 1966 come Hochschule für Sozial- und Wirtschaftswissenschaften. È l'università più giovane dell'Austria. Il 1° ottobre 1975 diventa Johannes Kepler Universität Linz. Il nome di Johannes Kepler risulta nella lista Landschaftsschule di Linz tra il 1612 e 1626 come Mathematicus.

## Rettori
- Stefan Koch (dal 2023)